# Lee Cattermole
Lee Barry Cattermole (Stockton-on-Tees, 21 marzo 1988) è un allenatore di calcio ed ex calciatore inglese, di ruolo centrocampista.

## Carriera

### Club
Ha militato calcisticamente nel Middlesbrough, nel Wigan e soprattutto nel Sunderland AFC con cui ha giocato sia in Premier League che nelle serie minori inglesi, divenendone uno dei giocatori simbolo. Con il Sunderland ha sbagliato anche un rigore in finale decisivo per il titolo di English Football League Trophy 2018-2019.
Ha chiuso la carriera nel VVV-Venlo in Olanda.

### Nazionale
Ha giocato per la nazionale inglese Under-21 con 16 presenze e 3 gol.

## Statistiche

### Presenze e reti nei club
Statistiche aggiornate al termine della carriera.
| Stagione             | Squadra              | Campionato           | Campionato | Campionato | Coppe nazionali | Coppe nazionali | Coppe nazionali | Coppe continentali | Coppe continentali | Coppe continentali | Altre coppe | Altre coppe | Altre coppe | Totale | Totale |
| Stagione             | Squadra              | Comp                 | Pres       | Reti       | Comp            | Pres            | Reti            | Comp               | Pres               | Reti               | Comp        | Pres        | Reti        | Pres   | Reti   |
| -------------------- | -------------------- | -------------------- | ---------- | ---------- | --------------- | --------------- | --------------- | ------------------ | ------------------ | ------------------ | ----------- | ----------- | ----------- | ------ | ------ |
| 2005-2006            | Middlesbrough        | PL                   | 14         | 1          | FACup+CdL       | 5+0             | 0               | CU                 | 5                  | 0                  | -           | -           | -           | 24     | 1      |
| 2006-2007            | Middlesbrough        | PL                   | 31         | 1          | FACup+CdL       | 7+1             | 1+0             | -                  | -                  | -                  | -           | -           | -           | 39     | 2      |
| 2007-2008            | Middlesbrough        | PL                   | 24         | 1          | FACup+CdL       | 2+2             | 0               | -                  | -                  | -                  | -           | -           | -           | 28     | 1      |
| Totale Middlesbrough | Totale Middlesbrough | Totale Middlesbrough | 69         | 3          |                 | 17              | 1               |                    | 5                  | 0                  |             | -           | -           | 91     | 4      |
| 2008-2009            | Wigan                | PL                   | 33         | 1          | FACup+CdL       | 0+2             | 1               | -                  | -                  | -                  | -           | -           | -           | 35     | 2      |
| 2009-2010            | Sunderland           | PL                   | 22         | 0          | FACup+CdL       | 0               | 0               | -                  | -                  | -                  | -           | -           | -           | 22     | 0      |
| 2010-2011            | Sunderland           | PL                   | 23         | 0          | FACup+CdL       | 0+1             | 0               | -                  | -                  | -                  | -           | -           | -           | 24     | 0      |
| 2011-2012            | Sunderland           | PL                   | 23         | 0          | FACup+CdL       | 3+1             | 0               | -                  | -                  | -                  | -           | -           | -           | 27     | 0      |
| 2012-2013            | Sunderland           | PL                   | 10         | 0          | FACup+CdL       | 1+3             | 0               | -                  | -                  | -                  | -           | -           | -           | 14     | 0      |
| 2013-2014            | Sunderland           | PL                   | 24         | 1          | FACup+CdL       | 3+5             | 0               | -                  | -                  | -                  | -           | -           | -           | 32     | 1      |
| 2014-2015            | Sunderland           | PL                   | 28         | 1          | FACup+CdL       | 0               | 0               | -                  | -                  | -                  | -           | -           | -           | 28     | 1      |
| 2015-2016            | Sunderland           | PL                   | 31         | 0          | FACup+CdL       | 1+2             | 0               | -                  | -                  | -                  | -           | -           | -           | 34     | 0      |
| 2016-2017            | Sunderland           | PL                   | 8          | 0          | FACup+CdL       | 0+1             | 0               | -                  | -                  | -                  | -           | -           | -           | 9      | 0      |
| 2017-2018            | Sunderland           | FLC                  | 35         | 1          | FACup+CdL       | 0               | 0               | -                  | -                  | -                  | -           | -           | -           | 35     | 1      |
| 2018-2019            | Sunderland           | FL1                  | 32         | 7          | FACup+CdL       | 1+1             | 0               | -                  | -                  | -                  | FLT         | 2           | 0           | 36     | 7      |
| Totale Sunderland    | Totale Sunderland    | Totale Sunderland    | 236        | 10         |                 | 23              | 0               |                    | -                  | -                  |             | 2           | 0           | 261    | 10     |
| 2019-2020            | VVV-Venlo            | E                    | 11         | 0          | CO              | 0               | 0               | -                  | -                  | -                  | -           | -           | -           | 11     | 0      |
| Totale carriera      | Totale carriera      | Totale carriera      | 349        | 14         |                 | 42              | 2               |                    | 5                  | 0                  |             | 2           | 0           | 398    | 16     |